# نيلسون باراهونا
نيلسون باراهونا (بالإسبانية: Nelson Barahona) هو لاعب كرة قدم بنمي، ولد في 22 نوفمبر 1987 في كولون (بنما) في بنما. شارك مع منتخب بنما تحت 20 سنة لكرة القدم ومنتخب بنما لكرة القدم. أما مع النوادي، فقد لعب مع أتليتيكو هويلا وإنديبندينتي ميديلين وديبورتيفو تاشيرا ونادي ديبورتيفو أراب يونيدو ونادي كاراكاس.

## وصلات خارجية
- نيلسون باراهونا على موقع الاتحاد الدولي (مؤرشف)  (الإنجليزية)
- نيلسون باراهونا على موقع قاعدة بيانات كرة القدم.إي يو (الإنجليزية)
- نيلسون باراهونا على موقع ناشيونال فوتبول تيمز (الإنجليزية)
- نيلسون باراهونا على موقع Soccerway.com (الإنجليزية)
- نيلسون باراهونا على موقع AS.com (الإسبانية)